# 高泉寺
高泉寺，位于中国广东省河源市和平县阳明镇，为河源市和平县的一个县级文物保护单位，类型为古建筑，公布时间为1986年9月。
高泉寺的历史年代为清康熙。